# Doleschalla makilingensis
Doleschalla makilingensis là một loài ruồi trong họ Tachinidae.